# Нижнегумбетовский сельсовет
Нижнегумбетовский сельсовет — сельское поселение в Октябрьском районе Оренбургской области Российской Федерации.
Административный центр — село Нижний Гумбет.

## История
9 марта 2005 года в соответствии с законом Оренбургской области № 1921/358-III-ОЗ образовано сельское поселение Нижнегумбетовский сельсовет, установлены границы муниципального образования.

## Население
| 2010  | 2012  | 2013  | 2014  | 2015  | 2016  | 2017  |
| ----- | ----- | ----- | ----- | ----- | ----- | ----- |
| 1568  | ↘1530 | ↘1511 | ↘1468 | ↘1442 | ↘1423 | ↘1408 |
| 2018  | 2019  | 2020  | 2021  |       |       |       |
| ↘1372 | ↘1359 | ↘1323 | ↘1300 |       |       |       |

## Состав сельского поселения
| № | Населённый пункт | Тип населённого пункта       | Население |
| - | ---------------- | ---------------------------- | --------- |
| 1 | Верхний Гумбет   | село                         | 256       |
| 2 | Воскресеновка    | село                         | 221       |
| 3 | Кузьминовка      | село                         | 175       |
| 4 | Нижний Гумбет    | село, административный центр | 916       |